# Clet Fèliho
Clet Fèliho est un ecclésiastique de l'Église catholique romaine. Il est, depuis sa nomination le 29 janvier 2000, évêque de Kandi, chef-lieu du département de l'Alibori au Bénin dont le sanctuaire catholique principale est la cathédrale Notre-Dame-du-Mont-Carmel.  

## Biographie

### Origines et études
Clet Fèliho naît le 14 février 1954 à Conakry. 

### Ordination et nomination
Clet Fèliho devient prêtre de l'Église catholique romaine le 21 juillet 1979 par l'archevêque Nestor Assogba et reçoit sa consécration par le cardinal Bernardin Gantin, alors cardinal-évêque d'Ostie. Le 29 janvier 2000, il passe évêque de Kandi. Il prend son poste le 10 juin 2000, remplaçant ainsi Marcel Honorat Léon Agboton,,,,,.  